# Volvo Car Corporation

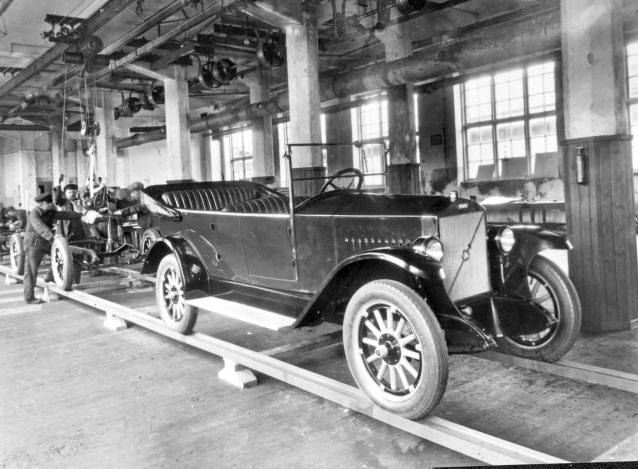
Eerste model, de ÖV4, in de fabriek

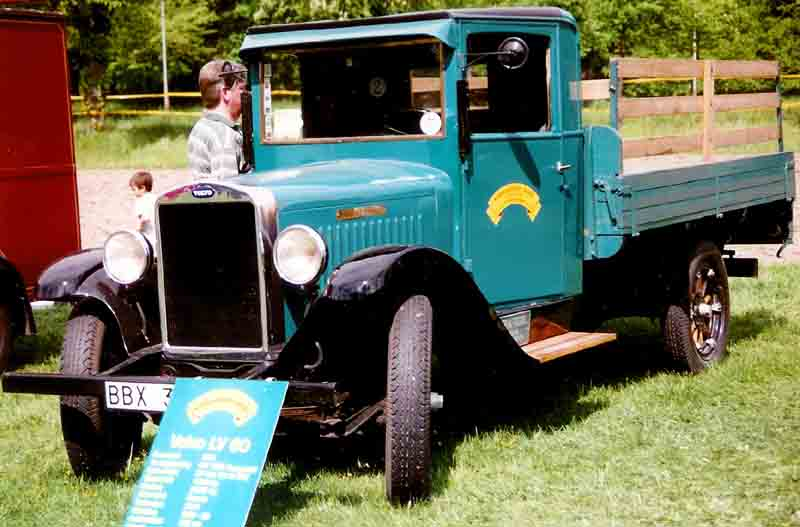
Volvo LV60 Truck 1932

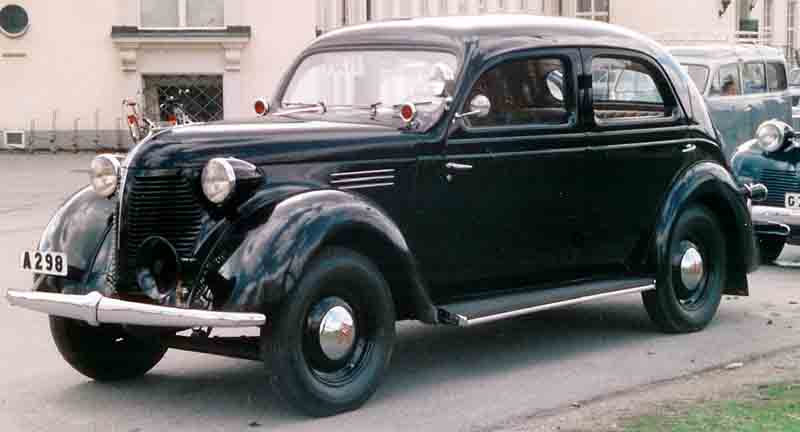
Volvo PV56 1939

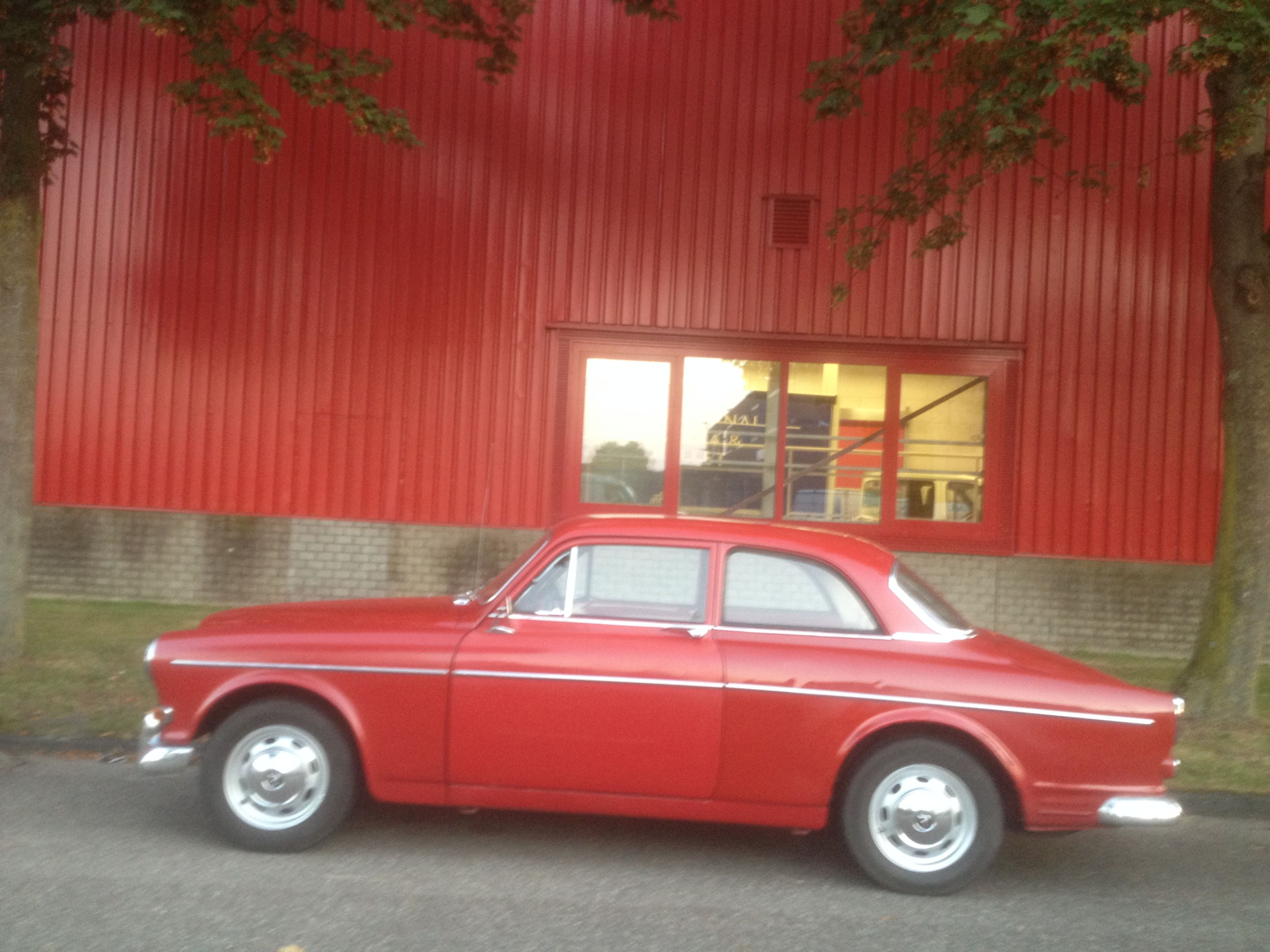
rode Volvo 131 1969

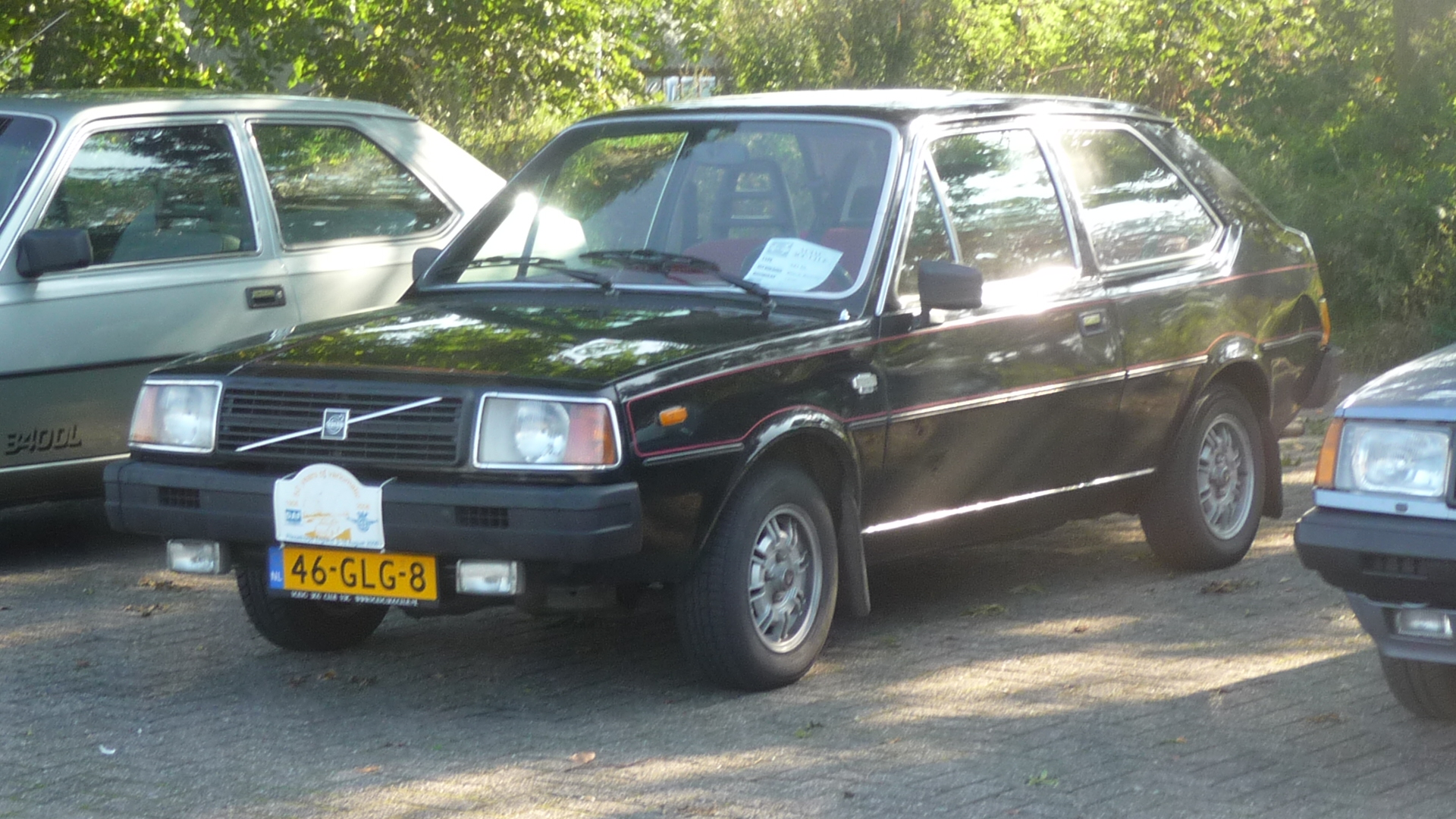
Volvo 343 DL Black Beauty 1978; De Volvo 343, die in 1976 in productie werd genomen, was oorspronkelijk ontworpen door DAF, dat in 1975 door Volvo werd overgenomen

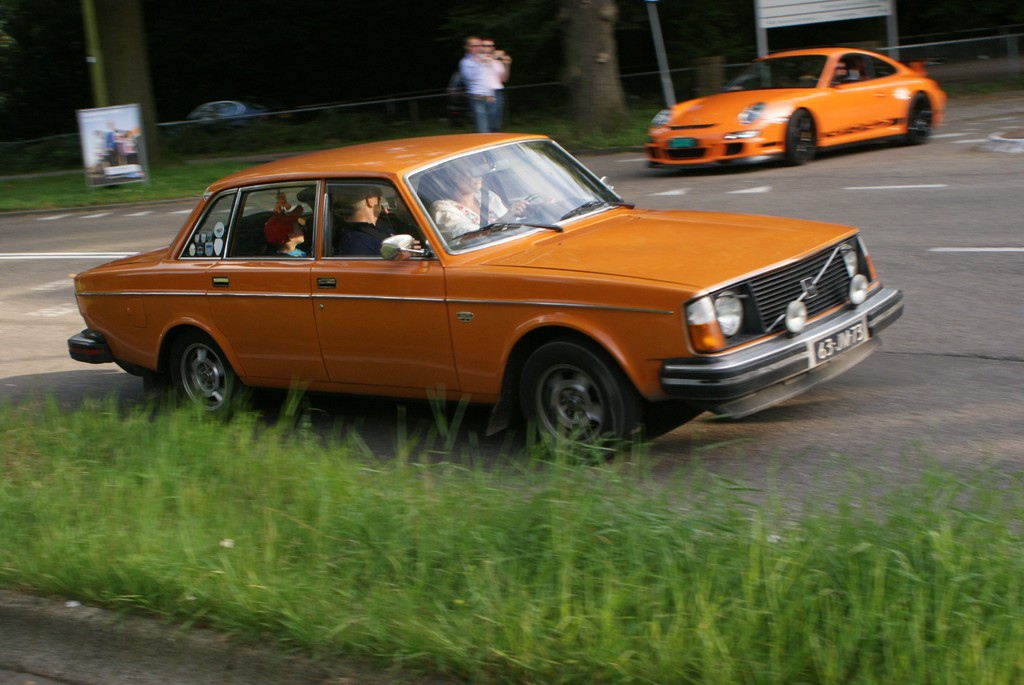
Volvo 244 DL 1976, toen nog met vóór ronde koplampen, in plaats van de modernere rechthoekige koplampen vóór sinds 1979

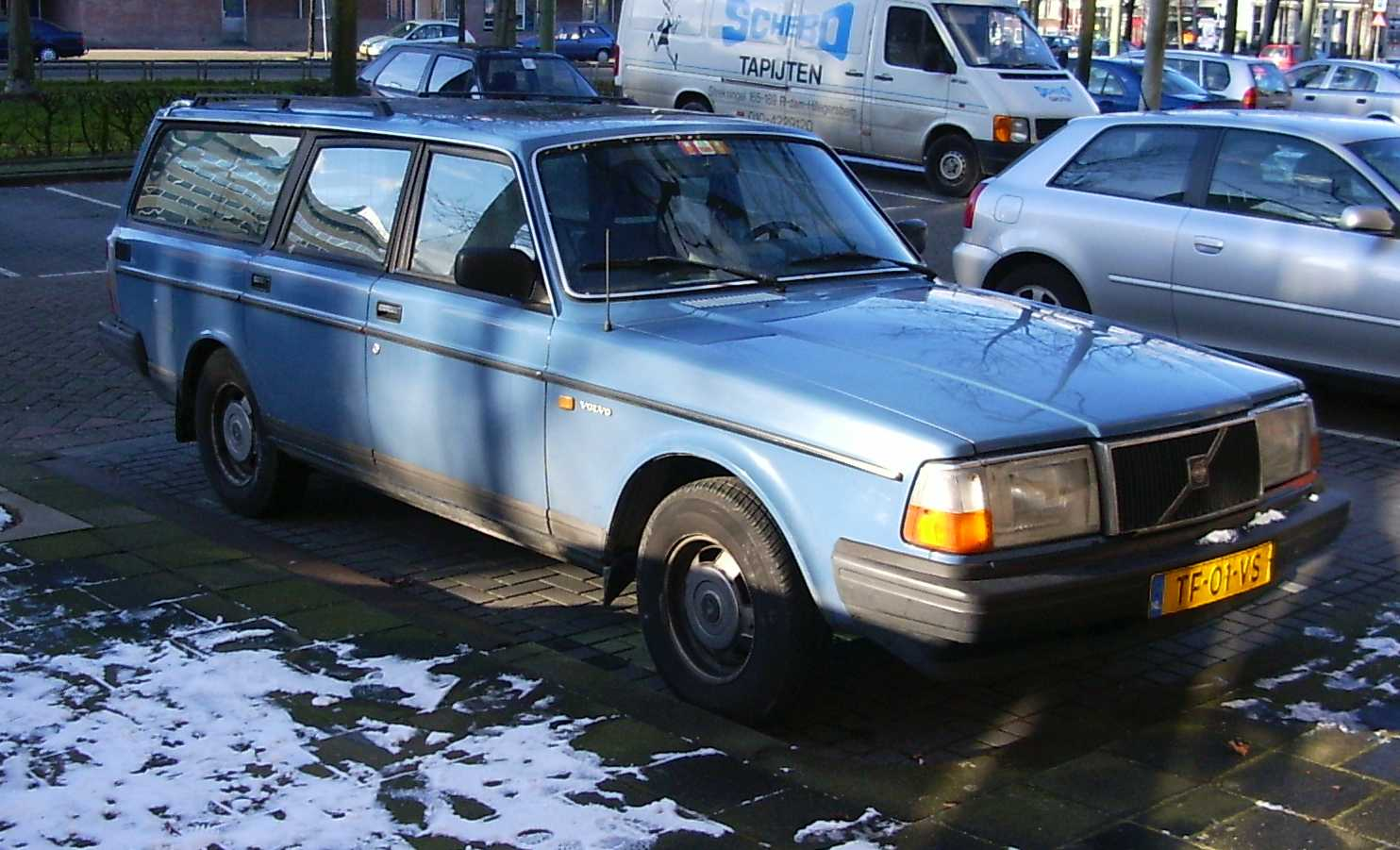
Volvo 245 Estate 1988

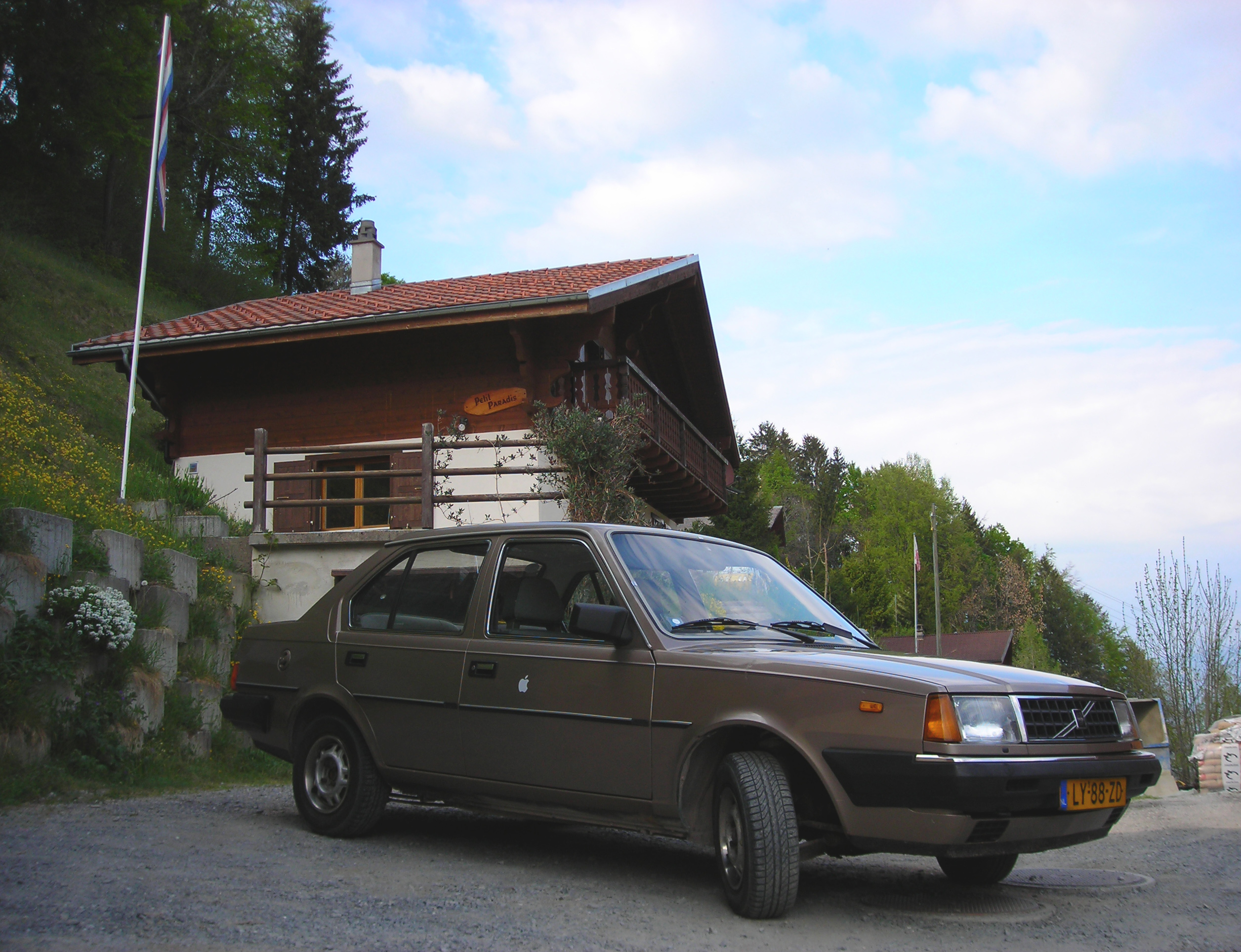
In Nederland gebouwde Volvo 360 1985, eigenlijk de sedan-versie van de Volvo 343

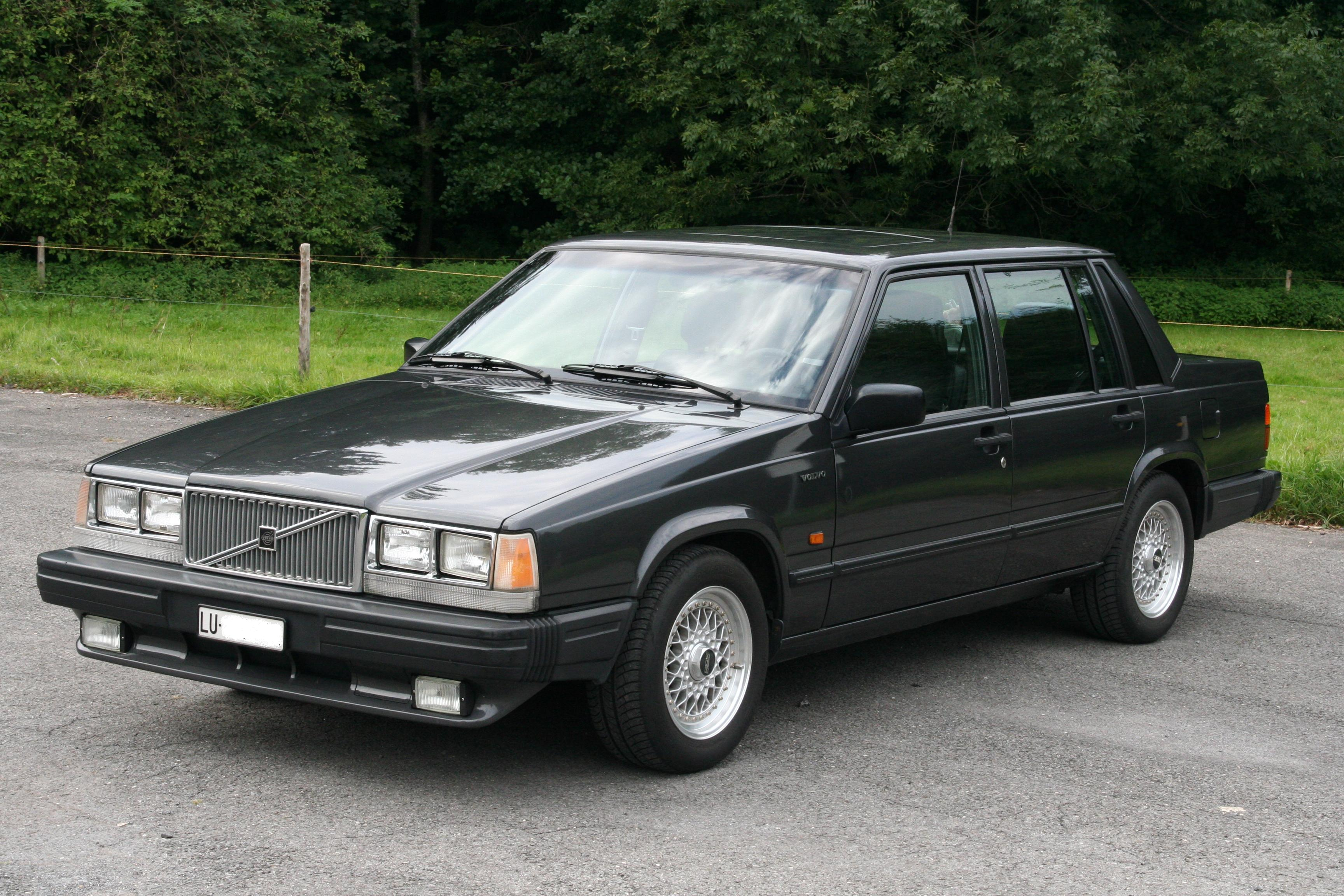
Volvo 740 1989 Amerikaanse uitvoering

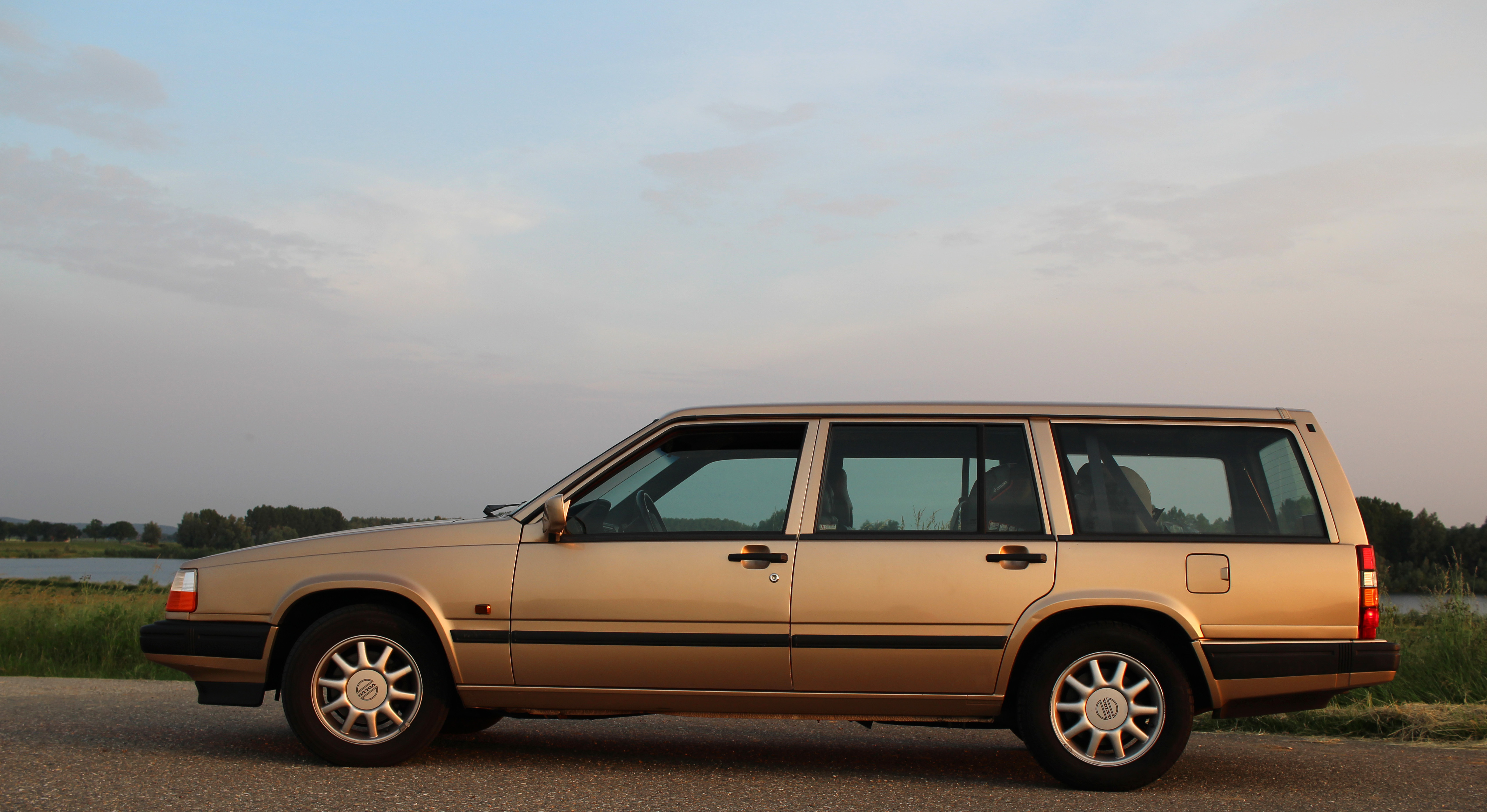
De populaire Volvo 940 estate, modeljaar 1997

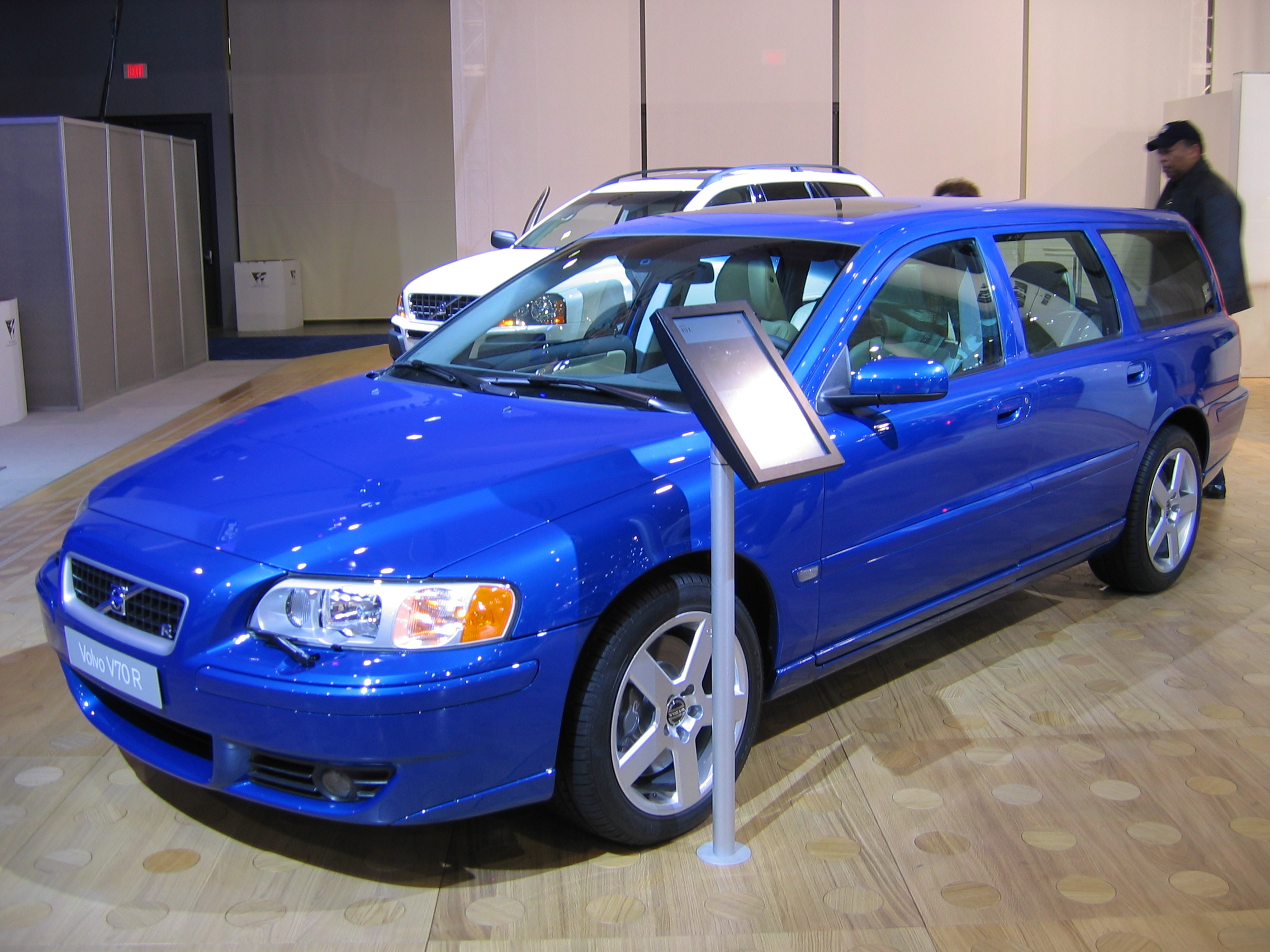
Volvo V70R 2006

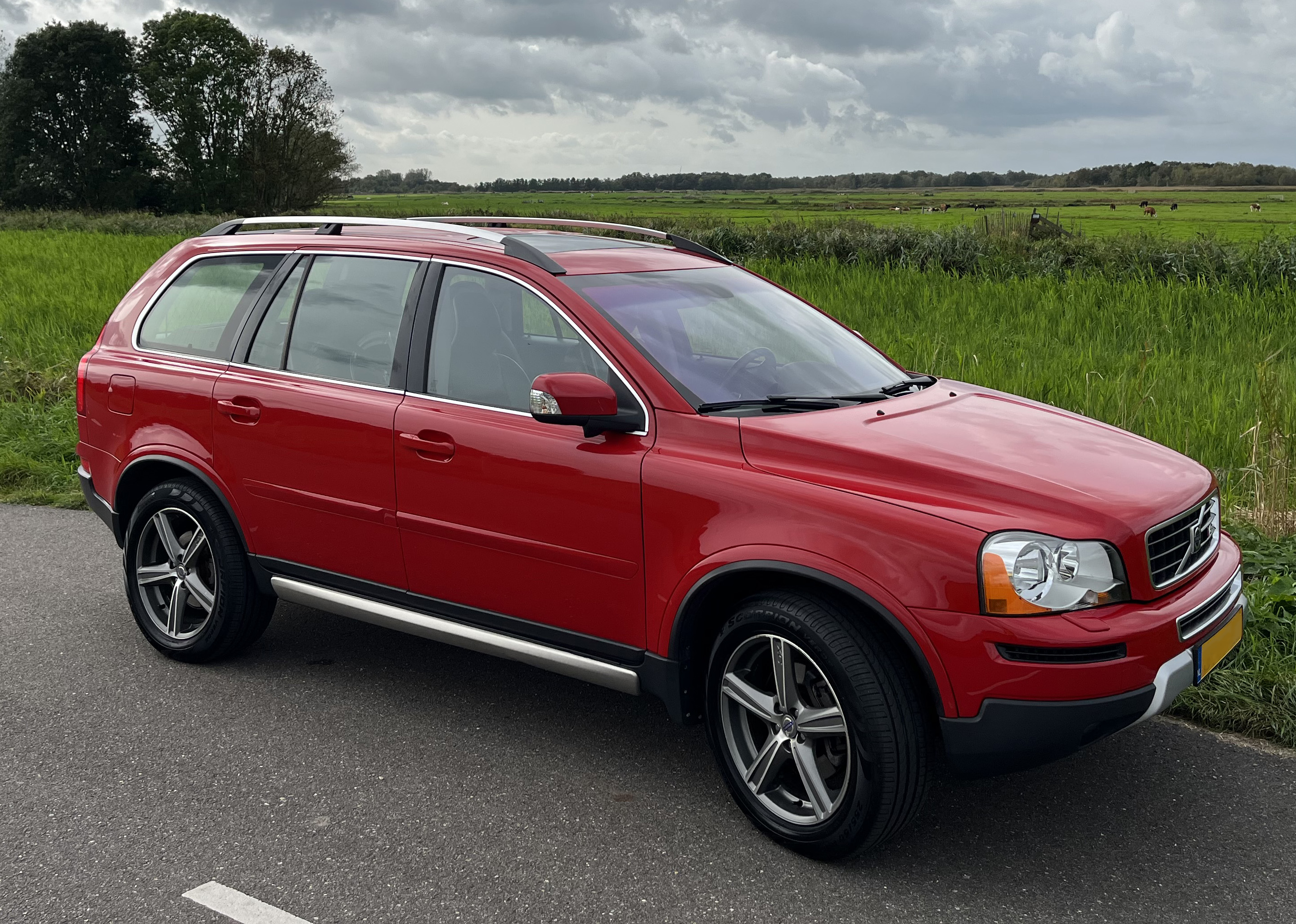
De XC90, geïntroduceerd in 2002, was de eerste SUV van Volvo

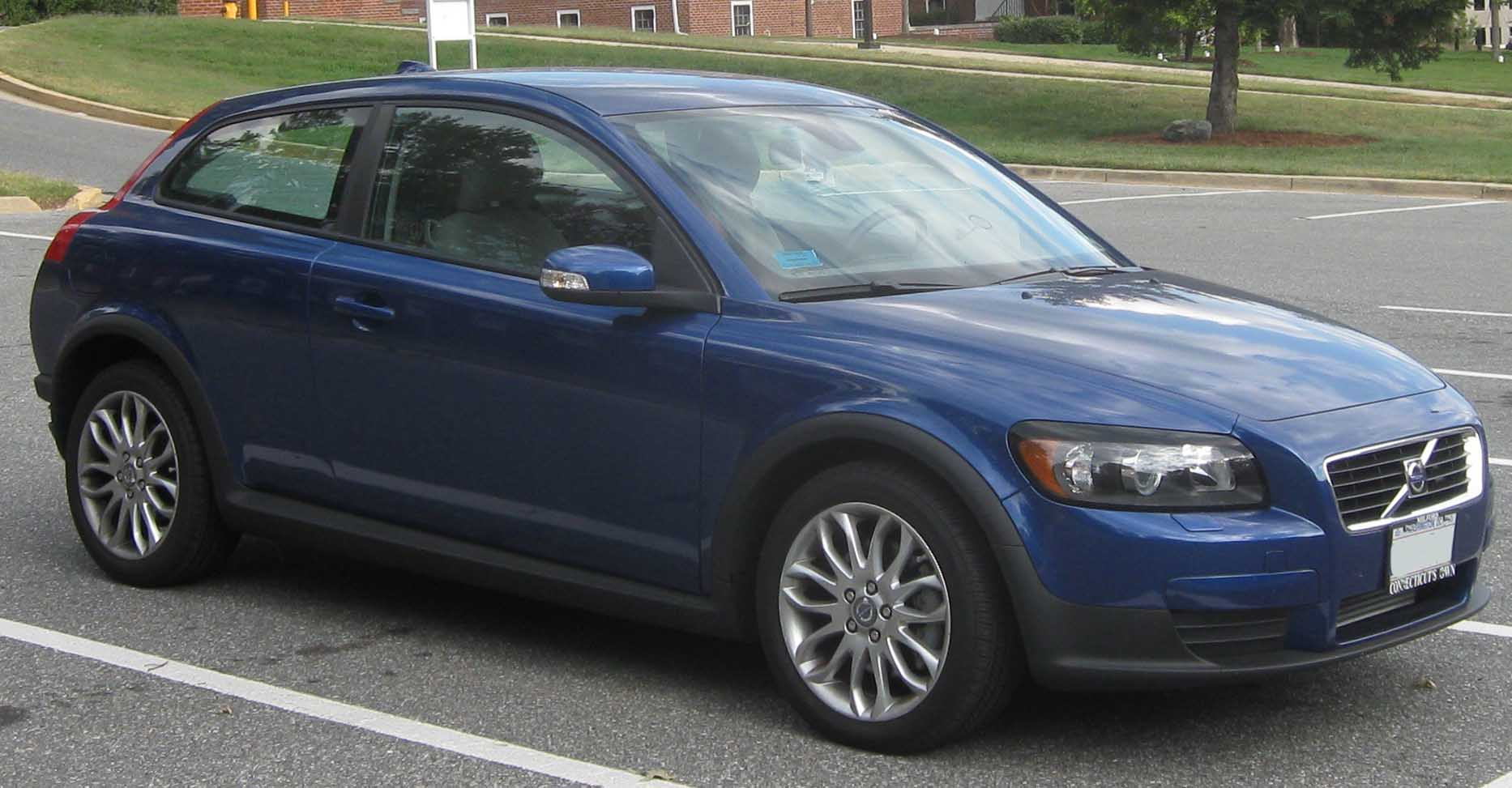
Volvo C30 2008

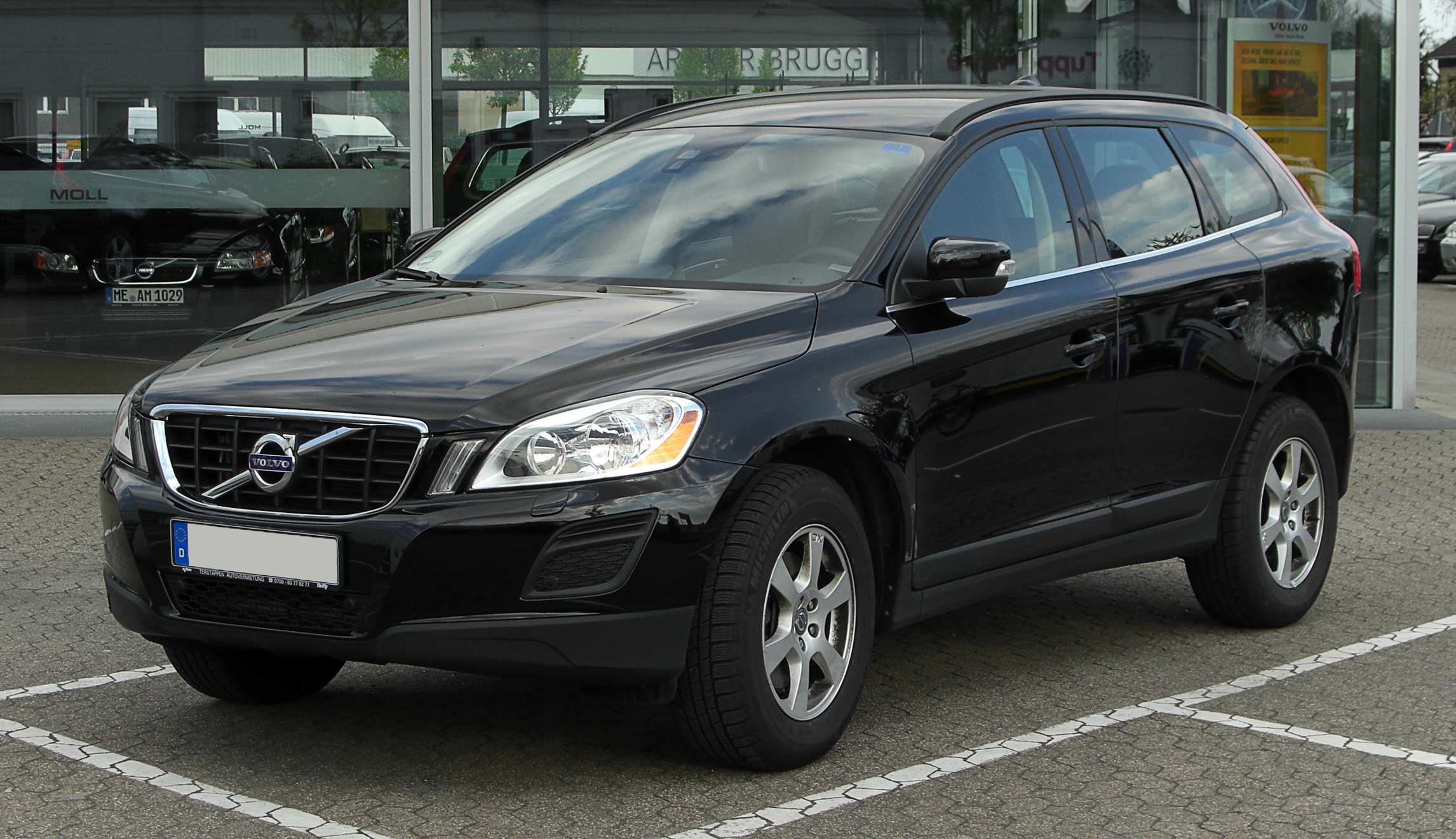
Volvo XC60 2011

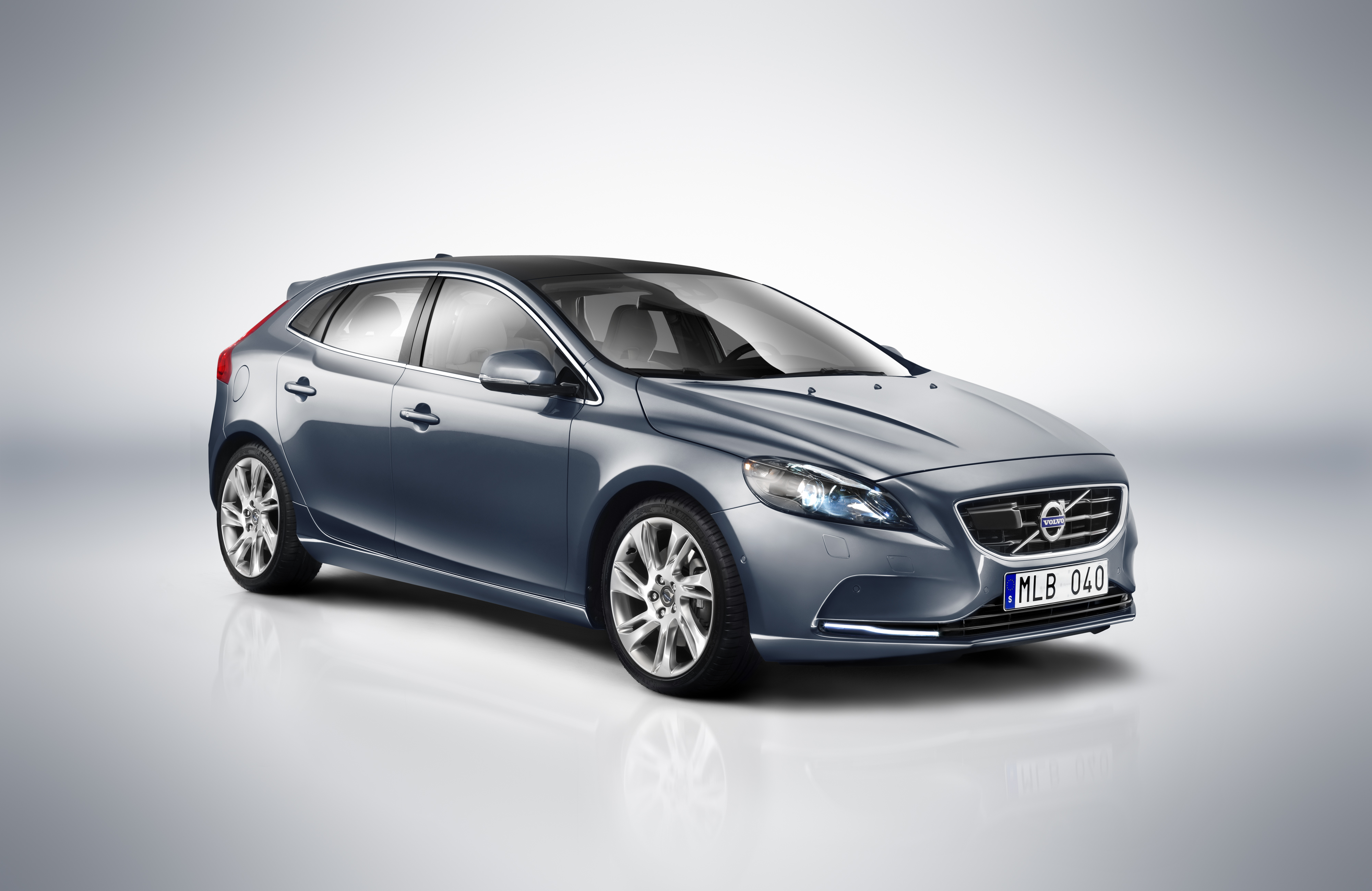
Volvo V40 2012

Volvo Car Corporation (Zweeds: Volvo Personvagnar AB) is een van oorsprong Zweeds automerk. Het merk is op 10 augustus 1926 opgericht als onderdeel van de kogellagerfabrikant SKF tijdens een directievergadering in Hofors. Assar Gabrielsson (hoofd verkoop) heeft in samenwerking met Gustaf Larson het initiatief hiertoe genomen. Het allereerste Volvo-model is de Volvo ÖV4 uit 1927. Andere beroemde modellen zijn de Amazon, Kattenrug, 240 en de Volvo P1800.

## Activiteiten
Volvo Cars is vanaf 2010 in handen van het Chinese bedrijf Zhejiang Geely Holding Group Co., Ltd. Dit bedrijf is ook eigenaar van het Chinese automerk Geely Automobile. In 2017 werd Lynk & Co opgericht, een joint venture waarin de drie genoemde bedrijven met elkaar samenwerken. Li Shu Fu is de oprichter van en grootaandeelhouder in Zhejiang Geely Holding Group.
In 2022 verkocht Volvo Cars zo’n 615.000 voertuigen. China was de grootste afzetmarkt, gevolgd door de Verenigde Staten en Zweden. In de eerste twee landen heeft Volvo een marginaal marktaandeel, maar in Zweden ligt dit rond de 20%. In Europa werd bijna de helft van de omzet gerealiseerd, in China 22% en in de Verenigde Staten was dit 19%. Bij Volvo Cars werkten in 2022 zo’n 43.000 mensen, waarvan een kwart vrouw.
De grootste fabriek van Volvo Cars staat in Gent. In april 2015 werd de fabriek bij Göteborg uitgebreid en steeg de capaciteit van 200.000 naar 300.000 voertuigen per jaar. In China heeft Volvo autofabrieken in Chengdu, geopend in november 2013, en in Daqing waar de productie in september 2013 van start ging. Verder staat in Zhangjiakou een motorenfabriek en in Shanghai een onderzoekscentrum. Volvo heeft per medio 2015 de aandelenbelangen in deze Chinese vestigingen verhoogd van 30% naar 50%. Hiermee verkreeg het de zeggenschap en konden deze activiteiten worden geconsolideerd. Eind 2018 startte in Charleston (South Carolina) een nieuwe fabriek met een capaciteit van 45.000 voertuigen de productie. In 2017 besloot Volvo Cars de totale capaciteit te verdubbelen naar 800.000 voertuigen per jaar in 2020, dit doel werd gehaald. Het belang in de motorenfabriek te Zhangjiakou werd in januari 2022 verkocht. Een jaar later kocht Volvo Cars alle aandelen in de autofabriek Taizhou Luqiao Jijin Automobile Manufacturing en hernoemde deze naar de plaatsnaam Taizhou, in lijn met de andere fabrieksnamen van Volvo Cars in China.
Voor 2025 streeft Volvo Cars dat 50% van het verkoopvolume bestaat uit volledig elektrische auto's (BEV) en 15% uit hybride voertuigen (PHEV). Voor 2030 is het doel 100% volledig elektrische auto's. In september 2024 werd deze doelstelling afgezwakt, Volvo streeft nu tegen 2030 dat dat 90-100% van hun verkochte wagens elektrische auto's en plug-inhybrides zullen zijn.

### Resultaten
| Jaar | Omzet   | Netto- resultaat | Aantal werknemers | Autoverkopen in stuks | Aandeel PHEV / BEV |
| ---- | ------- | ---------------- | ----------------- | --------------------- | ------------------ |
| 2010 |         |                  | 19.494            | 373.525               |                    |
| 2011 | 125.678 | 1024             | 21.512            | 449.255               |                    |
| 2012 | 124.547 | –480             | 22.552            | 421.951               |                    |
| 2013 | 122.245 | 960              | 23.242            | 427.840               |                    |
| 2014 | 129.959 | 834              | 24.124            | 465.866               |                    |
| 2015 | 164.043 | 4476             | 28.119            | 503.127               |                    |
| 2016 | 180.902 | 7460             | 30.400            | 534.332               |                    |
| 2017 | 210.912 | 10.225           | 38.000            | 571.577               |                    |
| 2018 | 252.653 | 9781             | 43.000            | 642.253               | 6% / -             |
| 2019 | 274.147 | 9603             | 41.517            | 704.452               | 7% / -             |
| 2020 | 262.833 | 7788             | 38.343            | 661.713               | 16% / 1%           |
| 2021 | 282.045 | 14.177           | 40.891            | 698.693               | 23% / 4%           |
| 2022 | 330.145 | 17.703           | 43.169            | 615.121               | 22% / 11%          |
| 2023 | 399.434 | 14.066           | 43.446            | 708.716               | 22% / 16%          |
| 2024 | 400.234 | 15.934           | 42.600            | 763.389               | 23% / 23%          |

Per jaarultimo 2022 heeft Volvo Cars belangen in Polestar (aandelenbelang: 48,3%), Lynk & Co (30%) en in Novo Energy (50%). Dit laatste is een samenwerkingsverband met Northvolt. In februari 2024 gaf Volvo Cars te kennen van het belang in Polestar af te willen, Dit werd in juni 2024 grotendeels gerealiseerd, na deze transactie houdt Volvo Cars nog altijd een belang van 18% in Polestar. Op 14 november 2024 maakte Volvo Cars bekend het 30% belang in Lynk & Co te gaan verkopen. Op 14 februari 2025 werd deze verkoop afgerond met Zhejiang Zeekr Intelligent Technology Co., Ltd als koper.

## Geschiedenis

### Het begon met kogellagers
In 1907 werd door Sven Wingquist de AB Svenska Kullager Fabriken, oftewel SKF opgericht, dat zou uitgroeien tot de grootste kogellagerfabrikant ter wereld. Zeven jaar na de oprichting werd Björn Prytz van SKF naar de Verenigde Staten gestuurd om te onderzoeken of een goedkope kogellager onder de naam Volvo een levenskans bezat. Dat bleek blijkbaar zo te zijn, want op 11 mei 1915 liet SKF Volvo als merknaam registreren. Volvo is Latijn voor ik rol en komt van het werkwoord volvere. De registratie voor het Latijnse "ik rol" gold niet alleen voor kogellagers, maar onder andere ook voor automobielen en andere transportmiddelen.
In 1914 werd op het eiland Hisingen Hisingen Nordiska Kullagerfabriken i Göteborg (NKA) opgericht om met SKF te kunnen concurreren. Dat lukte niet, mede omdat SKF de prijs van de Volvolagers verlaagde. SKF nam NKA over en kreeg daardoor ook de beschikking over de fabriekslokalen op Hisingen. Na deze overname werd Volvo in 1919 op de plank gelegd en ging verder door het leven als een papieren bedrijf. Het openbreken van de Amerikaanse markt met behulp van Volvolagers bleek namelijk niet haalbaar te zijn.

### Auto's
Al deze ontwikkelingen waren Assar Gabrielsson bekend, omdat hij in die tijd voor SKF werkte. Mede dankzij kapitaal van SKF, het papierbedrijf AB Volvo en de leegstaande fabriek op Hisingen, konden Assar Gabrielsson en Gustaf Larson, die ook nog bij SKF had gewerkt, op 14 april 1927 de allereerste Volvo-personenauto aan de wereld tonen. Deze Volvo ÖV4 was Amerikaans georiënteerd. De prijs van de auto was bij de introductie 4 800 Zweedse kronen. Een prijs die ook de PV444 zou krijgen bij de introductie in 1944.
Tijdens de jaren onder Gabrielsson en Larson groeide Volvo gestaag, zowel op personenauto- als op vrachtwagengebied. SKF leende Volvo geld, Volvo kocht de motorenleverancier Penta en de versnellingsbakkenleverancier Köpings Mekaniska Verkstad en nam na de Tweede Wereldoorlog een grote stap op de wereldpersonenautomarkt met de PV444. Toch zou pas bij het aantreden van Gunnar Engellau in 1956, als opvolger van Gabrielsson en Larson, Volvo werkelijk groeien.
Onder de periode Engellau zette Volvo een sterke voet op de Amerikaanse markt. Bovendien expandeerde Volvo krachtig dankzij geheel nieuwe fabrieken in Göteborg en Gent. En Volvo knipte de banden door met SKF. De opvolger van Engellau, Pehr G. Gyllenhammar, zette de expansie voort. Volvo zou in de ogen van Gyllenhammar een breed bedrijf moeten worden en werd dat ook. Onder andere olie en etenswaren werden aan het concern toegevoegd. Deze branchevreemde takken zouden de transportdelen van Volvo mede moeten gaan financieren.
In 1974 nam het de personenwagendivisie van DAF over. Men produceerde nog tot het einde van de jaren zeventig DAF-modellen met een Volvo-naamplaatje. De als Volvo 343 gebouwde auto was een doorontwikkeling op de geplande DAF 77 (in sommige bronnen wordt verondersteld dat het de DAF 88 zou zijn).
Volvo kampte in de jaren tachtig met een enigszins suf imago, met de Volvo 240 en de Volvo 740 als belangrijkste producten en men besloot te investeren in een sportievere auto. Dat resulteerde als eerst in 1985 met de introductie van de eerste voorwielaandrijver van het merk, de sportief vormgegeven 3-deurs Volvo 480ES. Hiervan werden nadien de 5-deurs Volvo 440 (1988) en de klassieke Volvo 460 4-deurs sedan (1989) afgeleid. De in 1991 geïntroduceerde Volvo 850, was het duurste product uit het bestaan van Volvo. Op 7 mei 1993 werd de laatste, in verhouding spotgoedkope product, de Volvo 240 geproduceerd.
In 1998 besloot Volvo, als een betrekkelijk kleine speler op de markt voor personenauto's maar als een belangrijke speler op de vrachtwagenmarkt, de personenwagendivisie te verkopen. Het Amerikaanse automerk Ford kocht het in 1999. De verkoopopbrengst werd gebruikt om Renault Trucks te kopen, nadat een geplande overname van Scania geen goedkeuring kreeg van de Europese Unie.

### Overname door Geely
Eind 2008 kondigde Ford aan de toekomstplannen met Volvo te heroverwegen. Europese overnamekandidaten zoals BMW als Daimler AG haakten af. Vanwege financiële overwegingen heeft Ford Volvo uiteindelijk in 2010 verkocht aan Zhejiang Geely Holding Group Co., Ltd. Dit bedrijf is ook eigenaar van het Chinese automerk Geely Automobile. In augustus 2010 werd de daadwerkelijke overname door Geely geëffectueerd. Het bedrijf betaalde 1,8 miljard dollar voor Volvo Cars.

#### Beursgang
In mei 2018 maakte de Volvo Cars eigenaar bekend de autofabrikant nog dat jaar naar de beurs te brengen. De waarde van Volvo werd door de Chinese eigenaar geschat op zo’n 16 tot 30 miljard dollar (zo’n 13 tot 25 miljard euro). In september 2018 besloot Geely de beursgang uit te stellen vanwege de politiek-economische spanningen tussen de Verenigde Staten, China en Europa die de aandelenkoersen van automobielbedrijven onder druk hebben gezet.
In oktober 2021 werden Volvo Cars aandelen ter beurze aangeboden. Geely bood zo'n 16-18% van de aandelen aan voor een prijs van SEK 53 per stuk. De totale opbrengst werd geschat op SEK 20 miljard of zo'n US$ 2,3 miljard. Met het geld wil Volvo de productiecapaciteit uitbreiden naar 1,2 miljoen voertuigen per jaar in 2025. Op 29 oktober 2021 startte de handel in aandelen op de Nasdaq Stockholm effectenbeurs.

## Veiligheid
Volvo Cars staat bekend om zijn vele veiligheidsinnovaties door de jaren heen. Nog voor er door overheden belangrijke veiligheidseisen gesteld werden nam Volvo een pioniersrol op op het vlak van veiligheid. De bekendste veiligheidsuitrusting die is uitgevonden door Volvo is de driepuntsgordel. De driepuntsgordel werd in 1959 uitgevonden door Nils Bohlin, een ingenieur bij Volvo. Hij bekwam in 1962 een Amerikaans octrooi, maar besliste in samenspraak met bestuursvoorzitter Gunnar Engellau om de uitvinding vrij te geven aan de concurrentie, ten koste van lucratieve opties zoals voorbehouden als unique selling proposition van Volvo, licentiëren tegen royalty's of produceren voor derden tegen betaling. De driepuntsgordel wordt gezien als de belangrijkste veiligheidsdoorbraak in de autogeschiedenis. Iemand die een veiligheidsgordel draagt, heeft 50% meer kans om te overleven dan iemand die geen gordel draagt. Al de sinds 2003 door EuroNCAP geteste modellen hebben 5-sterren behaald.

### Veiligheidsinnovaties door Volvo[13]
- 1944 Introductie veiligheidskooi.
- 1944 Introductie gelaagde voorruit op PV444.
- 1959 Introductie driepuntsveiligheidsgordel op de Volvo 122.
- 1960 Introductie gecapitonneerd dashboard.
- 1968 Volvo test prototype naar achteren gericht kinderzitje.
- 1966 Introductie kreukelzones vooraan en achteraan.
- 1967 Driepuntsgordel voor het eerst ook achterin geïnstalleerd.
- 1968 Introductie hoofdsteunen voorin.
- 1969 Introductie automatische driepuntsgordel voorin.
- 1970 Volvo richt het Traffic Accident Research Team op.
- 1972 Introductie kinderslot.
- 1973 Introductie inschuifbare stuurkolom.
- 1974 Introductie schokabsorberende bumpers.
- 1974 Volvo installeert brandstoftank voor de achteras voor extra brandveiligheid.
- 1978 Introductie eerste kinderzitje.
- 1982 Stoel met anti-doorglijbescherming uitgevonden.
- 1982 Introductie groothoek-buitenspiegels.
- 1984 Introductie ABS.
- 1986 Introductie 3e (hooggemonteerd) remlicht. Later werd dit verplicht op alle auto's.
- 1986 Introductie driepuntsgordel op middelste zitje achterin.
- 1990 Introductie in de zetel ingebouwd kinderzitje.
- 1991 Introductie van autogordel met automatische hoogteregeling.
- 1991 Introductie SIPS (Side Impact Protection System).
- 1993 Introductie TRACS op de Volvo 850
- 1994 Introductie 's werelds eerste zijdelings airbag.
- 1997 Introductie ROPS (Rollover Protection System) op Volvo C70.
- 1997 Introductie WHIPS (Whiplash Protection System).
- 1998 Uitvinding van gordijn-airbag.
- 1998 Introductie DSTC (Dynamic Stability and Traction Control) op de Volvo S80.
- 2000 Opening van Volvo Safety Centre.
- 2000 Introductie tweetrapsairbag.
- 2002 Volvo maakt voor het eerst gebruik van een dummy die een zwangere vrouw simuleert.
- 2003 Introductie IDIS (Intelligent Driver Information System) op Volvo S40 en V50.
- 2003 Introductie waarschuwingssignaal voor achterste veiligheidsgordels.
- 2003 Volvo krijgt een patent voor hun schokabsorberende frontstructuur.
- 2004 Voorstelling Volvo's BLIS-systeem (Blind Spot Information System).
- 2004 Introductie waterafstotend glas.
- 2004 Introductie eerste gordijn-airbag die uit de deur komt (voor gebruik in cabrio's) op de Volvo C70.
- 2006 Introductie Collision Warning met Brake Support op vernieuwde Volvo S80.
- 2007 Introductie Collision Warning met Full Auto Brake.
- 2008 Introductie City Safety-systeem op Volvo XC60.
- 2010 Introductie Collision Warning met Full Auto Brake en Pedestrian Detection op Volvo S60.
- 2012 Introductie eerste Voetganger-airbag op Volvo V40

## Modellen
De benaming van Volvo-modellen bestaat sinds 1998 altijd uit een of twee letters die het type auto aangeven en een getal bestaande uit twee cijfers. De C in de benaming staat voor coupé, de S staat voor Sedan, de V voor "versatility" (veelzijdigheid) en geeft aan dat het om een stationwagen gaat en de XC-modellen (Cross Country) zijn de modellen met meer bodemvrijheid. De getallen geven aan hoe groot de auto is, hoe hoger het getal hoe groter de auto.
De Volvo XC40 wordt bij Volvo Cars Gent gebouwd. Volvo produceerde de C70 in Uddevalla en de Volvo XC60, V90 en XC90 komen uit Göteborg. De V60 wordt zowel in Gent als in Göteborg gebouwd. De zopas geïntroduceerde S60 komt uit de nieuwe fabriek in de Verenigde Staten, terwijl de sedanversie van de V90, de S90 in China wordt gebouwd.

### Modeloverzicht
| Volvo-personenauto's vanaf jaren 60 tot heden | Volvo-personenauto's vanaf jaren 60 tot heden | Volvo-personenauto's vanaf jaren 60 tot heden | Volvo-personenauto's vanaf jaren 60 tot heden | Volvo-personenauto's vanaf jaren 60 tot heden | Volvo-personenauto's vanaf jaren 60 tot heden | Volvo-personenauto's vanaf jaren 60 tot heden | Volvo-personenauto's vanaf jaren 60 tot heden | Volvo-personenauto's vanaf jaren 60 tot heden | Volvo-personenauto's vanaf jaren 60 tot heden | Volvo-personenauto's vanaf jaren 60 tot heden | Volvo-personenauto's vanaf jaren 60 tot heden | Volvo-personenauto's vanaf jaren 60 tot heden | Volvo-personenauto's vanaf jaren 60 tot heden | Volvo-personenauto's vanaf jaren 60 tot heden | Volvo-personenauto's vanaf jaren 60 tot heden | Volvo-personenauto's vanaf jaren 60 tot heden | Volvo-personenauto's vanaf jaren 60 tot heden | Volvo-personenauto's vanaf jaren 60 tot heden | Volvo-personenauto's vanaf jaren 60 tot heden | Volvo-personenauto's vanaf jaren 60 tot heden | Volvo-personenauto's vanaf jaren 60 tot heden | Volvo-personenauto's vanaf jaren 60 tot heden | Volvo-personenauto's vanaf jaren 60 tot heden | Volvo-personenauto's vanaf jaren 60 tot heden | Volvo-personenauto's vanaf jaren 60 tot heden | Volvo-personenauto's vanaf jaren 60 tot heden | Volvo-personenauto's vanaf jaren 60 tot heden | Volvo-personenauto's vanaf jaren 60 tot heden | Volvo-personenauto's vanaf jaren 60 tot heden | Volvo-personenauto's vanaf jaren 60 tot heden | Volvo-personenauto's vanaf jaren 60 tot heden | Volvo-personenauto's vanaf jaren 60 tot heden | Volvo-personenauto's vanaf jaren 60 tot heden | Volvo-personenauto's vanaf jaren 60 tot heden | Volvo-personenauto's vanaf jaren 60 tot heden | Volvo-personenauto's vanaf jaren 60 tot heden | Volvo-personenauto's vanaf jaren 60 tot heden | Volvo-personenauto's vanaf jaren 60 tot heden | Volvo-personenauto's vanaf jaren 60 tot heden | Volvo-personenauto's vanaf jaren 60 tot heden | Volvo-personenauto's vanaf jaren 60 tot heden | Volvo-personenauto's vanaf jaren 60 tot heden | Volvo-personenauto's vanaf jaren 60 tot heden | Volvo-personenauto's vanaf jaren 60 tot heden | Volvo-personenauto's vanaf jaren 60 tot heden | Volvo-personenauto's vanaf jaren 60 tot heden | Volvo-personenauto's vanaf jaren 60 tot heden | Volvo-personenauto's vanaf jaren 60 tot heden | Volvo-personenauto's vanaf jaren 60 tot heden | Volvo-personenauto's vanaf jaren 60 tot heden | Volvo-personenauto's vanaf jaren 60 tot heden | Volvo-personenauto's vanaf jaren 60 tot heden | Volvo-personenauto's vanaf jaren 60 tot heden | Volvo-personenauto's vanaf jaren 60 tot heden | Volvo-personenauto's vanaf jaren 60 tot heden | Volvo-personenauto's vanaf jaren 60 tot heden | Volvo-personenauto's vanaf jaren 60 tot heden | Volvo-personenauto's vanaf jaren 60 tot heden | Volvo-personenauto's vanaf jaren 60 tot heden | Volvo-personenauto's vanaf jaren 60 tot heden | Volvo-personenauto's vanaf jaren 60 tot heden | Volvo-personenauto's vanaf jaren 60 tot heden | Volvo-personenauto's vanaf jaren 60 tot heden | Volvo-personenauto's vanaf jaren 60 tot heden | Volvo-personenauto's vanaf jaren 60 tot heden |
| --------------------------------------------- | --------------------------------------------- | --------------------------------------------- | --------------------------------------------- | --------------------------------------------- | --------------------------------------------- | --------------------------------------------- | --------------------------------------------- | --------------------------------------------- | --------------------------------------------- | --------------------------------------------- | --------------------------------------------- | --------------------------------------------- | --------------------------------------------- | --------------------------------------------- | --------------------------------------------- | --------------------------------------------- | --------------------------------------------- | --------------------------------------------- | --------------------------------------------- | --------------------------------------------- | --------------------------------------------- | --------------------------------------------- | --------------------------------------------- | --------------------------------------------- | --------------------------------------------- | --------------------------------------------- | --------------------------------------------- | --------------------------------------------- | --------------------------------------------- | --------------------------------------------- | --------------------------------------------- | --------------------------------------------- | --------------------------------------------- | --------------------------------------------- | --------------------------------------------- | --------------------------------------------- | --------------------------------------------- | --------------------------------------------- | --------------------------------------------- | --------------------------------------------- | --------------------------------------------- | --------------------------------------------- | --------------------------------------------- | --------------------------------------------- | --------------------------------------------- | --------------------------------------------- | --------------------------------------------- | --------------------------------------------- | --------------------------------------------- | --------------------------------------------- | --------------------------------------------- | --------------------------------------------- | --------------------------------------------- | --------------------------------------------- | --------------------------------------------- | --------------------------------------------- | --------------------------------------------- | --------------------------------------------- | --------------------------------------------- | --------------------------------------------- | --------------------------------------------- | --------------------------------------------- | --------------------------------------------- | --------------------------------------------- | --------------------------------------------- |
| Type                                          | Type                                          | 1960                                          | 1960                                          | 1960                                          | 1960                                          | 1960                                          | 1960                                          | 1960                                          | 1960                                          | 1960                                          | 1960                                          | 1970                                          | 1970                                          | 1970                                          | 1970                                          | 1970                                          | 1970                                          | 1970                                          | 1970                                          | 1970                                          | 1970                                          | 1980                                          | 1980                                          | 1980                                          | 1980                                          | 1980                                          | 1980                                          | 1980                                          | 1980                                          | 1980                                          | 1980                                          | 1990                                          | 1990                                          | 1990                                          | 1990                                          | 1990                                          | 1990                                          | 1990                                          | 1990                                          | 1990                                          | 1990                                          | 2000                                          | 2000                                          | 2000                                          | 2000                                          | 2000                                          | 2000                                          | 2000                                          | 2000                                          | 2000                                          | 2000                                          | 2010                                          | 2010                                          | 2010                                          | 2010                                          | 2010                                          | 2010                                          | 2010                                          | 2010                                          | 2010                                          | 2010                                          | 2020                                          | 2020                                          | 2020                                          | 2020                                          |
| Type                                          | Type                                          | 0                                             | 1                                             | 2                                             | 3                                             | 4                                             | 5                                             | 6                                             | 7                                             | 8                                             | 9                                             | 0                                             | 1                                             | 2                                             | 3                                             | 4                                             | 5                                             | 6                                             | 7                                             | 8                                             | 9                                             | 0                                             | 1                                             | 2                                             | 3                                             | 4                                             | 5                                             | 6                                             | 7                                             | 8                                             | 9                                             | 0                                             | 1                                             | 2                                             | 3                                             | 4                                             | 5                                             | 6                                             | 7                                             | 8                                             | 9                                             | 0                                             | 1                                             | 2                                             | 3                                             | 4                                             | 5                                             | 6                                             | 7                                             | 8                                             | 9                                             | 0                                             | 1                                             | 2                                             | 3                                             | 4                                             | 5                                             | 6                                             | 7                                             | 8                                             | 9                                             | 0                                             | 1                                             | 2                                             | 3                                             |
| Compacte middenklasse                         | sedans / hatchbacks                           |                                               |                                               |                                               |                                               |                                               |                                               |                                               |                                               |                                               |                                               |                                               |                                               |                                               |                                               |                                               |                                               | 66                                            | 66                                            | 66                                            | 66                                            | 66                                            |                                               |                                               |                                               |                                               |                                               | 480                                           | 480                                           | 480                                           | 480                                           | 480                                           | 480                                           | 480                                           | 480                                           | 480                                           | 480                                           |                                               |                                               |                                               |                                               |                                               |                                               |                                               |                                               |                                               |                                               | C30                                           | C30                                           | C30                                           | C30                                           | C30                                           | C30                                           | C30                                           | C30                                           |                                               |                                               |                                               |                                               |                                               |                                               |                                               |                                               |                                               |                                               |
| Compacte middenklasse                         | sedans / hatchbacks                           |                                               |                                               |                                               |                                               |                                               |                                               |                                               |                                               |                                               |                                               |                                               |                                               |                                               |                                               |                                               | 340/360                                       |                                               |                                               |                                               |                                               |                                               |                                               |                                               |                                               |                                               |                                               |                                               |                                               |                                               |                                               |                                               |                                               |                                               |                                               |                                               |                                               |                                               |                                               |                                               |                                               |                                               |                                               |                                               |                                               |                                               |                                               |                                               |                                               |                                               |                                               |                                               |                                               |                                               |                                               |                                               |                                               |                                               |                                               |                                               |                                               |                                               |                                               |                                               |                                               |
| Compacte middenklasse                         | sedans / hatchbacks                           |                                               |                                               |                                               |                                               |                                               |                                               |                                               |                                               |                                               |                                               |                                               |                                               |                                               |                                               |                                               |                                               |                                               |                                               |                                               |                                               |                                               |                                               |                                               |                                               |                                               |                                               |                                               | 440/460                                       | 440/460                                       | 440/460                                       | 440/460                                       | 440/460                                       | 440/460                                       | 440/460                                       | 440/460                                       | 440/460                                       | 440/460                                       | 440/460                                       |                                               |                                               |                                               |                                               |                                               |                                               |                                               |                                               |                                               |                                               |                                               |                                               |                                               |                                               | V40                                           | V40                                           | V40                                           | V40                                           | V40                                           | V40                                           | V40                                           | V40                                           |                                               |                                               |                                               |                                               |
| Compacte middenklasse                         | sedans / hatchbacks                           | PV544                                         | PV544                                         | PV544                                         | PV544                                         | PV544                                         | PV544                                         | PV544                                         |                                               |                                               |                                               |                                               |                                               |                                               |                                               |                                               |                                               |                                               |                                               |                                               |                                               |                                               |                                               |                                               |                                               |                                               |                                               |                                               |                                               |                                               |                                               |                                               |                                               |                                               |                                               |                                               |                                               | S40                                           | S40                                           | S40                                           | S40                                           | S40                                           | S40                                           | S40                                           | S40                                           | S40                                           | S40                                           | S40                                           | S40                                           | S40                                           | S40                                           | S40                                           | S40                                           | S40                                           |                                               |                                               |                                               |                                               |                                               |                                               |                                               |                                               |                                               |                                               |                                               |
| Compacte middenklasse                         | stationcar                                    |                                               |                                               |                                               |                                               |                                               |                                               |                                               |                                               |                                               |                                               |                                               |                                               |                                               |                                               |                                               |                                               |                                               |                                               |                                               |                                               |                                               |                                               |                                               |                                               |                                               |                                               |                                               |                                               |                                               |                                               |                                               |                                               |                                               |                                               |                                               |                                               | V40 Classic                                   | V40 Classic                                   | V40 Classic                                   | V40 Classic                                   | V40 Classic                                   | V40 Classic                                   | V40 Classic                                   | V40 Classic                                   | V50                                           | V50                                           | V50                                           | V50                                           | V50                                           | V50                                           | V50                                           | V50                                           | V50                                           |                                               |                                               |                                               |                                               |                                               |                                               |                                               |                                               |                                               |                                               |                                               |
| Middenklasse                                  | sedans                                        | Amazon / 120 / 130                            | Amazon / 120 / 130                            | Amazon / 120 / 130                            | Amazon / 120 / 130                            | Amazon / 120 / 130                            | Amazon / 120 / 130                            | Amazon / 120 / 130                            | Amazon / 120 / 130                            | Amazon / 120 / 130                            | Amazon / 120 / 130                            | Amazon / 120 / 130                            |                                               |                                               |                                               |                                               |                                               |                                               |                                               |                                               |                                               |                                               |                                               |                                               |                                               |                                               |                                               |                                               |                                               |                                               |                                               |                                               |                                               |                                               |                                               |                                               |                                               |                                               |                                               |                                               |                                               |                                               |                                               |                                               |                                               |                                               |                                               |                                               |                                               |                                               |                                               |                                               |                                               |                                               |                                               |                                               |                                               |                                               |                                               |                                               |                                               |                                               |                                               |                                               |                                               |
| Middenklasse                                  | sedans                                        |                                               |                                               |                                               |                                               |                                               |                                               |                                               | 140                                           | 140                                           | 140                                           | 140                                           | 140                                           | 140                                           | 140                                           | 140                                           | 240                                           | 240                                           | 240                                           | 240                                           | 240                                           | 240                                           | 240                                           | 240                                           | 240                                           | 240                                           | 240                                           | 240                                           | 240                                           | 240                                           | 240                                           | 240                                           | 240                                           | 850                                           | 850                                           | 850                                           | 850                                           | 850                                           | 850                                           | S70                                           | S70                                           | S70                                           | S60                                           | S60                                           | S60                                           | S60                                           | S60                                           | S60                                           | S60                                           | S60                                           | S60                                           | S60                                           | S60                                           | S60                                           | S60                                           | S60                                           | S60                                           | S60                                           | S60                                           | S60                                           | S60                                           | S60                                           | S60                                           | S60                                           | S60                                           |
| Middenklasse                                  | sedans                                        |                                               |                                               |                                               |                                               |                                               |                                               |                                               |                                               |                                               |                                               |                                               |                                               |                                               |                                               |                                               |                                               |                                               |                                               |                                               |                                               |                                               |                                               |                                               |                                               |                                               | 740                                           | 740                                           | 740                                           | 740                                           | 740                                           | 740                                           | 940                                           | 940                                           | 940                                           | 940                                           | 940                                           | 940                                           | 940                                           | 940                                           |                                               |                                               |                                               |                                               |                                               |                                               |                                               |                                               |                                               |                                               |                                               |                                               |                                               |                                               |                                               |                                               |                                               |                                               |                                               |                                               |                                               |                                               |                                               |                                               |                                               |
| Middenklasse                                  | stationcar                                    |                                               |                                               |                                               |                                               |                                               |                                               |                                               | 145                                           | 145                                           | 145                                           | 145                                           | 145                                           | 145                                           | 145                                           | 145                                           | 240                                           | 240                                           | 240                                           | 240                                           | 240                                           | 240                                           | 240                                           | 240                                           | 240                                           | 240                                           | 240                                           | 240                                           | 240                                           | 240                                           | 240                                           | 240                                           | 240                                           | 850                                           | 850                                           | 850                                           | 850                                           | 850                                           | 850                                           | V70 Classic                                   | V70 Classic                                   | V70 Classic                                   | V70 Classic                                   |                                               |                                               |                                               |                                               |                                               |                                               |                                               |                                               | V60                                           | V60                                           | V60                                           | V60                                           | V60                                           | V60                                           | V60                                           | V60                                           | V60                                           | V60                                           | V60                                           | V60                                           | V60                                           | V60                                           |
| Middenklasse                                  | stationcar                                    | Duett                                         | Duett                                         | Duett                                         | Duett                                         | Duett                                         | Duett                                         | Duett                                         | Duett                                         | Duett                                         | Duett                                         |                                               |                                               |                                               |                                               |                                               |                                               |                                               |                                               |                                               |                                               |                                               |                                               |                                               |                                               |                                               | 740                                           | 740                                           | 740                                           | 740                                           | 740                                           | 740                                           | 940                                           | 940                                           | 940                                           | 940                                           | 940                                           | 940                                           | 940                                           | 940                                           |                                               |                                               |                                               |                                               |                                               |                                               |                                               |                                               |                                               |                                               |                                               |                                               |                                               |                                               |                                               |                                               |                                               |                                               |                                               |                                               |                                               |                                               |                                               |                                               |                                               |
| Hogere middenklasse                           | sedans                                        |                                               |                                               |                                               |                                               |                                               |                                               |                                               |                                               | 164                                           | 164                                           | 164                                           | 164                                           | 164                                           | 164                                           | 164                                           | 164                                           |                                               |                                               |                                               |                                               |                                               |                                               | 760                                           | 760                                           | 760                                           | 760                                           | 760                                           | 760                                           | 760                                           | 760                                           | 760                                           | 960                                           | 960                                           | 960                                           | 960                                           | 960                                           | 960                                           | S90                                           | S90                                           | S80                                           | S80                                           | S80                                           | S80                                           | S80                                           | S80                                           | S80                                           | S80                                           | S80                                           | S80                                           | S80                                           | S80                                           | S80                                           | S80                                           | S80                                           | S80                                           | S80                                           | S90                                           | S90                                           | S90                                           | S90                                           | S90                                           | S90                                           | S90                                           | S90                                           |
| Hogere middenklasse                           | sedans                                        |                                               |                                               |                                               |                                               |                                               |                                               |                                               |                                               |                                               |                                               |                                               |                                               |                                               | 260                                           |                                               |                                               |                                               |                                               |                                               |                                               |                                               |                                               |                                               |                                               |                                               |                                               |                                               |                                               |                                               |                                               |                                               |                                               |                                               |                                               |                                               |                                               |                                               |                                               |                                               |                                               |                                               |                                               |                                               |                                               |                                               |                                               |                                               |                                               |                                               |                                               |                                               |                                               |                                               |                                               |                                               |                                               |                                               |                                               |                                               |                                               |                                               |                                               |                                               |                                               |
| Hogere middenklasse                           | stationcar                                    |                                               |                                               |                                               |                                               |                                               |                                               |                                               |                                               |                                               |                                               |                                               |                                               |                                               |                                               |                                               |                                               |                                               |                                               |                                               |                                               |                                               |                                               | 760                                           | 760                                           | 760                                           | 760                                           | 760                                           | 760                                           | 760                                           | 760                                           | 760                                           | 960                                           | 960                                           | 960                                           | 960                                           | 960                                           | 960                                           | V90                                           | V90                                           |                                               |                                               |                                               | V70                                           | V70                                           | V70                                           | V70                                           | V70                                           | V70                                           | V70                                           | V70                                           | V70                                           | V70                                           | V70                                           | V70                                           | V70                                           | V70                                           | V70                                           | V90                                           | V90                                           | V90                                           | V90                                           | V90                                           | V90                                           | V90                                           |
| Coupé/Cabrio                                  | Coupé/Cabrio                                  | P1800                                         | P1800                                         | 1800S                                         | 1800S                                         | 1800S                                         | 1800S                                         | 1800S                                         | 1800S                                         | 1800S                                         | 1800E                                         | 1800E                                         | 1800ES                                        | 1800ES                                        |                                               |                                               |                                               |                                               |                                               | 262C                                          | 262C                                          | 262C                                          |                                               |                                               |                                               |                                               |                                               |                                               | 780                                           | 780                                           | 780                                           | 780                                           | 780                                           |                                               |                                               |                                               |                                               |                                               |                                               | C70 I                                         | C70 I                                         | C70 I                                         | C70 I                                         | C70 I                                         | C70 I                                         | C70 I                                         | C70 I                                         | C70 II                                        | C70 II                                        | C70 II                                        | C70 II                                        | C70 II                                        | C70 II                                        | C70 II                                        | C70 II                                        |                                               |                                               |                                               |                                               |                                               |                                               |                                               |                                               |                                               |                                               |
| Cross-over/SUV                                | Cross-over/SUV                                |                                               |                                               |                                               |                                               |                                               |                                               |                                               |                                               |                                               |                                               |                                               |                                               |                                               |                                               |                                               |                                               |                                               |                                               |                                               |                                               |                                               |                                               |                                               |                                               |                                               |                                               |                                               |                                               |                                               |                                               |                                               |                                               |                                               |                                               |                                               |                                               |                                               |                                               |                                               |                                               |                                               |                                               |                                               |                                               |                                               |                                               |                                               |                                               |                                               |                                               |                                               |                                               |                                               |                                               |                                               |                                               |                                               |                                               |                                               |                                               |                                               |                                               |                                               | EX30                                          |
| Cross-over/SUV                                | Cross-over/SUV                                |                                               |                                               |                                               |                                               |                                               |                                               |                                               |                                               |                                               |                                               |                                               |                                               |                                               |                                               |                                               |                                               |                                               |                                               |                                               |                                               |                                               |                                               |                                               |                                               |                                               |                                               |                                               |                                               |                                               |                                               |                                               |                                               |                                               |                                               |                                               |                                               |                                               |                                               |                                               |                                               |                                               |                                               |                                               |                                               |                                               |                                               |                                               |                                               |                                               |                                               |                                               |                                               |                                               |                                               |                                               |                                               |                                               |                                               |                                               | C40                                           |                                               |                                               |                                               |                                               |
| Cross-over/SUV                                | Cross-over/SUV                                |                                               |                                               |                                               |                                               |                                               |                                               |                                               |                                               |                                               |                                               |                                               |                                               |                                               |                                               |                                               |                                               |                                               |                                               |                                               |                                               |                                               |                                               |                                               |                                               |                                               |                                               |                                               |                                               |                                               |                                               |                                               |                                               |                                               |                                               |                                               |                                               |                                               |                                               |                                               |                                               |                                               |                                               |                                               |                                               |                                               |                                               |                                               |                                               |                                               |                                               |                                               |                                               |                                               |                                               |                                               |                                               | XC40                                          |                                               |                                               |                                               |                                               |                                               |                                               |                                               |
| Cross-over/SUV                                | Cross-over/SUV                                |                                               |                                               |                                               |                                               |                                               |                                               |                                               |                                               |                                               |                                               |                                               |                                               |                                               |                                               |                                               |                                               |                                               |                                               |                                               |                                               |                                               |                                               |                                               |                                               |                                               |                                               |                                               |                                               |                                               |                                               |                                               |                                               |                                               |                                               |                                               |                                               |                                               |                                               |                                               |                                               |                                               |                                               |                                               |                                               |                                               |                                               |                                               |                                               |                                               | XC60                                          | XC60                                          | XC60                                          | XC60                                          | XC60                                          | XC60                                          | XC60                                          | XC60                                          | XC60                                          | XC60                                          | XC60                                          | XC60                                          | XC60                                          | XC60                                          | XC60                                          |
| Cross-over/SUV                                | Cross-over/SUV                                |                                               |                                               |                                               |                                               |                                               |                                               |                                               |                                               |                                               |                                               |                                               |                                               |                                               |                                               |                                               |                                               |                                               |                                               |                                               |                                               |                                               |                                               |                                               |                                               |                                               |                                               |                                               |                                               |                                               |                                               |                                               |                                               |                                               |                                               |                                               |                                               |                                               |                                               | V70 XC                                        | V70 XC                                        | V70 XC                                        | V70 XC                                        | XC70                                          | XC70                                          | XC70                                          | XC70                                          | XC70                                          | XC70                                          | XC70                                          | XC70                                          | XC70                                          | XC70                                          | XC70                                          | XC70                                          | XC70                                          | XC70                                          | XC70                                          |                                               |                                               |                                               |                                               |                                               |                                               |                                               |
| Cross-over/SUV                                | Cross-over/SUV                                |                                               |                                               |                                               |                                               |                                               |                                               |                                               |                                               |                                               |                                               |                                               |                                               |                                               |                                               |                                               |                                               |                                               |                                               |                                               |                                               |                                               |                                               |                                               |                                               |                                               |                                               |                                               |                                               |                                               |                                               |                                               |                                               |                                               |                                               |                                               |                                               |                                               |                                               |                                               |                                               |                                               |                                               |                                               | XC90                                          | XC90                                          | XC90                                          | XC90                                          | XC90                                          | XC90                                          | XC90                                          | XC90                                          | XC90                                          | XC90                                          | XC90                                          | XC90                                          | XC90                                          | XC90                                          | XC90                                          | XC90                                          | XC90                                          | XC90                                          | XC90                                          | XC90                                          | XC90                                          |
| Cross-over/SUV                                | Cross-over/SUV                                |                                               |                                               |                                               |                                               |                                               |                                               |                                               |                                               |                                               |                                               |                                               |                                               |                                               |                                               |                                               |                                               |                                               |                                               |                                               |                                               |                                               |                                               |                                               |                                               |                                               |                                               |                                               |                                               |                                               |                                               |                                               |                                               |                                               |                                               |                                               |                                               |                                               |                                               |                                               |                                               |                                               |                                               |                                               |                                               |                                               |                                               |                                               |                                               |                                               |                                               |                                               |                                               |                                               |                                               |                                               |                                               |                                               |                                               |                                               |                                               |                                               | EX90                                          |                                               |                                               |
| Legenda                                       | Legenda                                       |                                               |                                               |                                               | Ontwikkeld en geproduceerd in Born            | Ontwikkeld en geproduceerd in Born            | Ontwikkeld en geproduceerd in Born            | Ontwikkeld en geproduceerd in Born            | Ontwikkeld en geproduceerd in Born            | Ontwikkeld en geproduceerd in Born            | Ontwikkeld en geproduceerd in Born            | Ontwikkeld en geproduceerd in Born            | Ontwikkeld en geproduceerd in Born            | Ontwikkeld en geproduceerd in Born            | Ontwikkeld en geproduceerd in Born            | Ontwikkeld en geproduceerd in Born            | Ontwikkeld en geproduceerd in Born            | Ontwikkeld en geproduceerd in Born            | Ontwikkeld en geproduceerd in Born            | Ontwikkeld en geproduceerd in Born            | Ontwikkeld en geproduceerd in Born            | Ontwikkeld en geproduceerd in Born            | Ontwikkeld en geproduceerd in Born            | Ontwikkeld en geproduceerd in Born            | Ontwikkeld en geproduceerd in Born            | Ontwikkeld en geproduceerd in Born            | Ontwikkeld en geproduceerd in Born            | Ontwikkeld en geproduceerd in Born            | Ontwikkeld en geproduceerd in Born            | Ontwikkeld en geproduceerd in Born            | Ontwikkeld en geproduceerd in Born            | Ontwikkeld en geproduceerd in Born            | Ontwikkeld en geproduceerd in Born            | Ontwikkeld en geproduceerd in Born            | Ontwikkeld en geproduceerd in Born            | Ontwikkeld en geproduceerd in Born            | Ontwikkeld en geproduceerd in Born            | Ontwikkeld en geproduceerd in Born            | Ontwikkeld en geproduceerd in Born            | Ontwikkeld en geproduceerd in Born            | Ontwikkeld en geproduceerd in Born            | Ontwikkeld en geproduceerd in Born            | Ontwikkeld en geproduceerd in Born            | Ontwikkeld en geproduceerd in Born            | Ontwikkeld en geproduceerd in Born            | Ontwikkeld en geproduceerd in Born            | Ontwikkeld en geproduceerd in Born            | Ontwikkeld en geproduceerd in Born            | Ontwikkeld en geproduceerd in Born            | Ontwikkeld en geproduceerd in Born            | Ontwikkeld en geproduceerd in Born            | Ontwikkeld en geproduceerd in Born            | Ontwikkeld en geproduceerd in Born            | Ontwikkeld en geproduceerd in Born            | Ontwikkeld en geproduceerd in Born            | Ontwikkeld en geproduceerd in Born            | Ontwikkeld en geproduceerd in Born            | Ontwikkeld en geproduceerd in Born            | Ontwikkeld en geproduceerd in Born            | Ontwikkeld en geproduceerd in Born            | Ontwikkeld en geproduceerd in Born            | Ontwikkeld en geproduceerd in Born            | Ontwikkeld en geproduceerd in Born            | Ontwikkeld en geproduceerd in Born            | Ontwikkeld en geproduceerd in Born            |


| Type         | 1920 | 1920 | 1920 | 1920 | 1920 | 1920 | 1920 | 1920 | 1920 | 1920 | 1930         | 1930         | 1930         | 1930         | 1930         | 1930         | 1930         | 1930         | 1930         | 1930         | 1940         | 1940         | 1940         | 1940         | 1940         | 1940         | 1940         | 1940         | 1940         | 1940         | 1950         | 1950         | 1950         | 1950         | 1950         | 1950         | 1950           | 1950           | 1950           | 1950           |
| Type         | 0    | 1    | 2    | 3    | 4    | 5    | 6    | 7    | 8    | 9    | 0            | 1            | 2            | 3            | 4            | 5            | 6            | 7            | 8            | 9            | 0            | 1            | 2            | 3            | 4            | 5            | 6            | 7            | 8            | 9            | 0            | 1            | 2            | 3            | 4            | 5            | 6              | 7              | 8              | 9              |
| Cabriolet    |      |      |      |      |      |      |      | ÖV 4 | ÖV 4 | ÖV 4 |              |              |              |              |              |              |              |              |              |              |              |              |              |              |              |              |              |              |              |              |              |              |              |              |              |              |                |                |                |                |
| Sedan        |      |      |      |      |      |      |      |      |      | ÖV4  | PV650-serie  | PV650-serie  | PV650-serie  | PV650-serie  | PV650-serie  | PV650-serie  | PV650-serie  | PV650-serie  |              |              |              |              |              | PV444        | PV444        | PV444        | PV444        | PV444        | PV444        | PV444        | PV444        | PV444        | PV444        | PV444        | PV444        | PV444        | PV444          | PV444          | PV544          | PV544          |
| Sedan        |      |      |      |      |      |      |      |      |      |      |              |              |              |              |              |              | PV51-PV56    | PV51-PV56    | PV51-PV56    | PV51-PV56    | PV51-PV56    | PV51-PV56    | PV51-PV56    | PV51-PV56    | PV51-PV56    | PV51-PV56    |              |              |              |              |              |              |              |              |              |              | Amazon/120/130 | Amazon/120/130 | Amazon/120/130 | Amazon/120/130 |
| Topklasse    |      |      |      |      |      |      |      |      |      |      |              |              |              |              |              | PV36         | PV36         | PV36         | PV36         | PV36         |              |              |              |              |              |              | PV60         | PV60         | PV60         | PV60         |              |              |              |              |              |              |                |                |                |                |
| Stationwagen |      |      |      |      |      |      |      |      |      |      |              |              |              |              |              |              |              |              |              |              |              |              |              |              |              |              |              |              |              |              |              |              |              | Duett        | Duett        | Duett        | Duett          | Duett          | Duett          | Duett          |
| Sportwagen   |      |      |      |      |      |      |      |      |      |      |              |              |              |              |              |              |              |              |              |              |              |              |              |              |              |              |              |              |              |              |              |              |              |              |              |              | P1900          | P1900          |                |                |
| Taxi         |      |      |      |      |      |      |      |      |      |      | TR670-series | TR670-series | TR670-series | TR670-series | TR670-series | TR670-series | TR670-series | TR670-series | PV800-series | PV800-series | PV800-series | PV800-series | PV800-series | PV800-series | PV800-series | PV800-series | PV800-series | PV800-series | PV800-series | PV800-series | PV800-series | PV800-series | PV800-series | PV800-series | PV800-series | PV800-series | PV800-series   | PV800-series   | PV800-series   |                |

Als eerste autobouwer kondigde Volvo in juli 2017 aan, de productie van benzineauto's vanaf 2019 te gaan stoppen, en zich volledig toe te leggen op hybride en elektrische wagens. Het werkt daartoe samen met de Scandinavische batterijenfabrikant Northvolt.